# Degerhamns landsfiskalsdistrikt
Degerhamns landsfiskalsdistrikt var 1918-1941 ett landsfiskalsdistrikt i Kalmar län, bildat när Sveriges indelning i landsfiskalsdistrikt trädde i kraft den 1 januari 1918, enligt beslut den 7 september 1917. Landsfiskalsdistriktet avskaffades den 1 oktober 1941 (genom kungörelsen 28 juni 1941) när Sverige fick en ny indelning av landsfiskalsdistrikt och dess område överfördes till Mörbylånga landsfiskalsdistrikt.
Landsfiskalsdistriktet låg under länsstyrelsen i Kalmar län.

## Ingående områden

### Från 1918
Gräsgårds härad:
- Gräsgårds landskommun
- Kastlösa landskommun
- Segerstads landskommun
- Smedby landskommun
- Södra Möckleby landskommun
- Ventlinge landskommun
- Ås landskommun

Möckleby härad:
- Hulterstads landskommun
- Stenåsa landskommun